# سيمون هاموند
سيمون هاموند (بالإنجليزية: Simon Hammond)‏ هو كاتب بريطاني، ولد في 23 يناير 1962 في المملكة المتحدة.